# جورج موستو
جورج دانيال موستو (بالإنجليزية: George Mostow) (4 يوليو 1923 - 4 أبريل 2017) عالم رياضيات أمريكي، اشتهر بمساهماته في نظرية لاي. كان أستاذاً لهنري فورد الثاني (فخريًا) للرياضيات في جامعة ييل، وعضوًا في الأكاديمية الوطنية للعلوم، والرئيس التاسع والأربعين للجمعية الرياضية الأمريكية (1987-1988)، وأمينًا سابقًا لمعهد الدراسات المتقدمة في برينستون، نيو جيرسي.